# Chemical and Biochemical Engineering Quarterly
Chemical and Biochemical Engineering Quarterly, hrvatski znanstveni časopis za kemijsko i biokemijsko inženjerstvo. Izdaje ga HDKI. Danas godišnje izlaze četiri broja. Pokriva područja kemijskog inženjerstva i biotehnologije. Uredništvo čine suradnici iz Hrvatske, Austrije, Italije, Slovenije i dr., a savjetodavni odbor čine suradnici iz Hrvatske, Danske, SAD, Kanade, Češke i dr.
Počeo je izlaziti ožujka 1987. godine kao dio europske inicijative Alpe-Adria za unaprjeđenje regionalne suradnje. Vrlo brzo je postigao rezultate. Uz međunarodno uredništvo i klasifikaciju radova na kemijsko inženjerstvo i biokemijsko inženjerstvo, ostvario je faktor utjecaja od 0,4 te je ušao 2006. godine u bazu podataka Current Contents (Web of Science). Autori članaka u časopisu su stručnjaci iz gotovo svih europskih zemalja te SAD-a, Kanade, Indije i Kine. Zarana se pojavio na internetu. U portal Hrčak uključen je od 7. veljače 2006. godine. Od 2013. sprovodi politiku samoarhiviranja "Sherpa/ROMEO blue route". 2017. godine dosegao je faktor utjecaja 1,383 i Ministarstvo znanosti i obrazovanja Republike Hrvatske proglasilo ga je najbolje uređivanim hrvatskim časopisom u području tehničkih znanosti. Danas ga se referira u nizu međunarodnih sekundarnih publikacija i baza podataka: Current Contents, Web of Science – Science Citation Index Expanded, Science Direct, Scopus, EI Compendex, Inspec, PASCAL, Science Citation Index, Chemical Abstracts, Chemical Engineering Abstracts, Chemical Engineering and Biotechnology Abstracts, Current Biotechnology Abstracts, Chemischer Informationsdienst, Kurzberüchte Chemische Technik und Biotechnologie, Referativnyi Zhurnal, EBSCO Host – Academic Search Complete, J-Gate, Knovel®, Theoretical Chemical Engineering Abstracts, SHERPA/RoMEO, Biotechnology Citation Index, Directory of Open Access Journals (DOAJ), ULRICHSWEB i BIOSIS Previews. Časopis je otvorena pristupa. Besplatno se objavljuje na internetu, s cijelim člancima u obliku PDF-datoteka. Korisnici imaju pravo na "čitanje, preuzimanje, kopiranje, distribuiranje, tiskanje, pretraživanje ili stavljanje poveznice na cijeli tekst članaka" pod uvjetom da navedu punu referenciju izvora, odnosno pod licencijom Creative Commons Attribution 4.0 International License. Recenzija: vanjski recenzenti, pretežito inozemna, trostruka i više, samo znanstveni radovi, otvorena.
Kratica časopisa: Chem. Biochem. Eng. Q. ISSN: 0352-9568. EISSN: 1846-5153. UDK: 66. CODEN: CBEQEZ. Faktor utjecaja 2018. (IF 2018) = 0,859

## Vanjske poveznice
- CABEQ
- CABEQ
- DOAJ  Arhivirana inačica izvorne stranice od 20. travnja 2015. (Wayback Machine)
- HRČAK
- Hrvatski arhiv weba[neaktivna poveznica]
- Chemical and Biochemical Engineering Quarterly Hrvatska tehnička enciklopedija, portal hrvatske tehničke baštine. LZMK